# Phylloporus pelletieri
Phylloporus pelletieri (Joseph Henri Léveillé, 1867 ex Lucien Quélet, 1888), sin. Phylloporus rhodoxanthus (Lewis David de Schweinitz,  1822 ex Giacomo Bresadola, 1900),denumit în popor hrib cu lame sau filopor roz-galben, este o specie de ciuperci comestibile din încrengătura Basidiomycota în familia Boletaceae și de genul Phylloporus. Ea coabitează, fiind un simbiont micoriza (formează micorize pe rădăcinile de arbori). Acest burete destul de rar se dezvoltă în România, Basarabia și Bucovina de Nord, crescând solitar sau în grupuri de 2-3 exemplare, pe toate solurile, preferat pe cele nisipoase și permeabile, în păduri (și montane) de conifere cu drag pe lângă brazi și pini precum în cele de foioase mai ales sub fagi, deseori la margini de drum golașe, începând în iulie, până toamna târziu, în noiembrie, înainte de primul ger. Această specie reprezintă tranziția de la ciupercile cu lamele la cele tubulare.

## Taxonomie

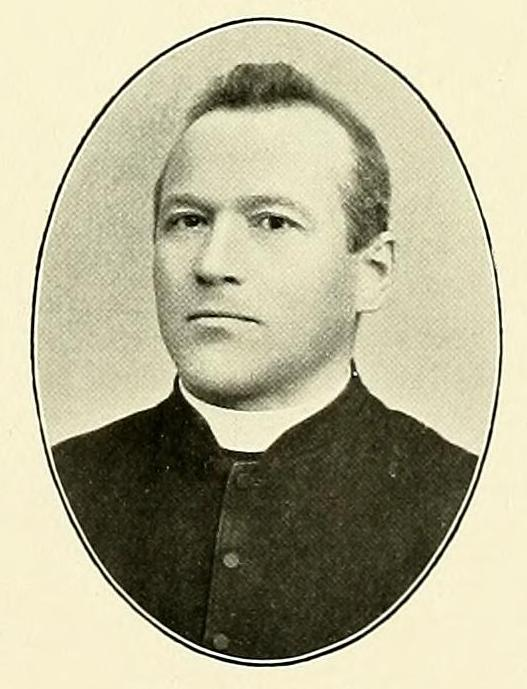
Giacomo Bresadola

Primul care a descris această ciupercă sub denumirea Agaricus rhodoxanthus a fost micologul american Lewis David de Schweinitz în articolul său din  1822 (publicat în Saxonia), văzând-o specie pur americană, iar renumitul Giacomo Bresadola a transferat specia de la genul Agaricus la Phylloporus cu același epitet în anul 1900, determinând-o și soi european (astfel descris și de Bruno Cetto).
Dar cu câteva decenii înainte, în 1867, savantul francez Joseph Henri Léveillé descoperise specia în Europa, dându-i numele Agaricus pelletieri (în onoarea omului de știință Pierre Joseph Pelletier, 1788-1842). Faimosul micolog francez Lucien Quélet l-a schimbat în Phylloporus pelletieri  în lucrarea sa Flore Mycologique de la France et des Pays Limitrophes din 1888, denumire valabilă până în prezent (2018).
Ca deseori, micologii au început o dispută: Americanii văd în specia Phylloporus rhodoxanthus una autonomă, iar cei europeni numai un sinonim pentru Phylloporus pelletieri, ce dovedește remarca sensu auct. eur. (sensu auctorum europaeorum = „în sensul autorilor europeni”). Acest articol se alătură micologilor europeni în sublinierea de mai mare credibilitate.
Conform Mycobank, denumirea Phylloporus rhodoxanthus este numai valabilă pentru un soi găsit în Congo-ul Belgian, descrisă de micologul belgian Paul Heinemann (1916-1996) în 1955.

## Descriere

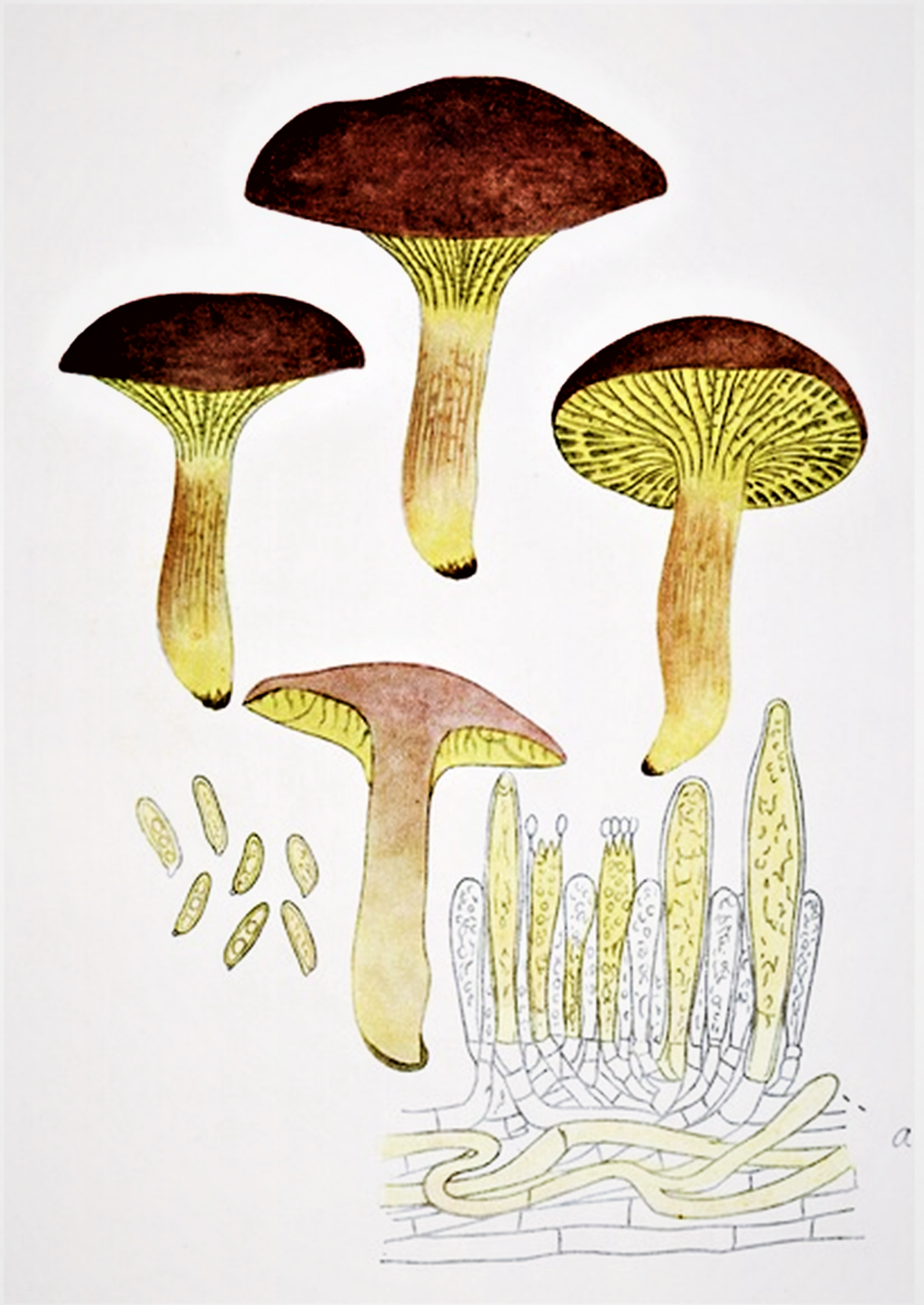
Bres.: Ph. rhodoxanthus

- Pălăria: are un diametru de 3-8 (10) cm, este la început convexă cu marginea răsucită în jos, dar se aplatizează pe măsură maturizării, căpătând adesea crăpături și o adâncitură largă în mijloc. Cuticula este catifelată, fiind în special pe marginea exterioară și în bătrânețe lucioasă precum puțin lipicioasă pe vreme umedă. Culoarea pălăriei este brună până brun-roșcată, spre margine cu nuanțe măslinii.
- Lamelele: sunt relativ distanțate și groase, puțin dezvoltate în înălțime, relativ despicate, interconectate între ele prin numeroase ramificații, adică unite între ele prin firișoare subțiri care formează din loc în loc mici scobituri, precum decurente de-a lungul piciorului, Se detașează cu ușurință de pălărie. Coloritul este la exemplare tinere de un galben strălucitor, schimbând cu vârsta spre galben închis, chiar ocru, iar când lamelele sunt frecate între degete, capătă o culoare brun-roșcată care se ia pe pielea degetelor.
- Piciorul: are o lungime de 4-6 cm și o lățime de 0,6-1,5 cm, fiind canelat fibros neregulat, cilindric sau fusiform, dar mereu relativ subțiat la bază, deseori curbat și uneori prins de pălărie în poziție ușor excentrică. Coloritul este inițial galben-ruginiu, apoi brun-roșiatic, la bază mereu bine vizibil galben-verzui.
- Carnea: este tare, galben-roșiatică, dar la bază galben-verzuie și sub cuticulă brun-roșcată cu un miros slab, plăcut, necaracteristic și gust dulceag.[3][4]
- Caracteristici microscopice: basidiile de 30–40 x 8–10 microni produc spori elipsoidali până fusiformi, netezi, de colorit maroniu-mov sau maroniu-gălbui cu o mărime de 10–12.5 × 4–4,7 microni.
- Reacții chimice: Cuticula buretelui se decolorează cu sub aburi de amoniac albastru-verzui, cu Hidroxid de potasiu viu albastru, dar lamelele și carnea brun. Mai departe, ciuperca devine roșie la contact cu acid sulfuric.[13]

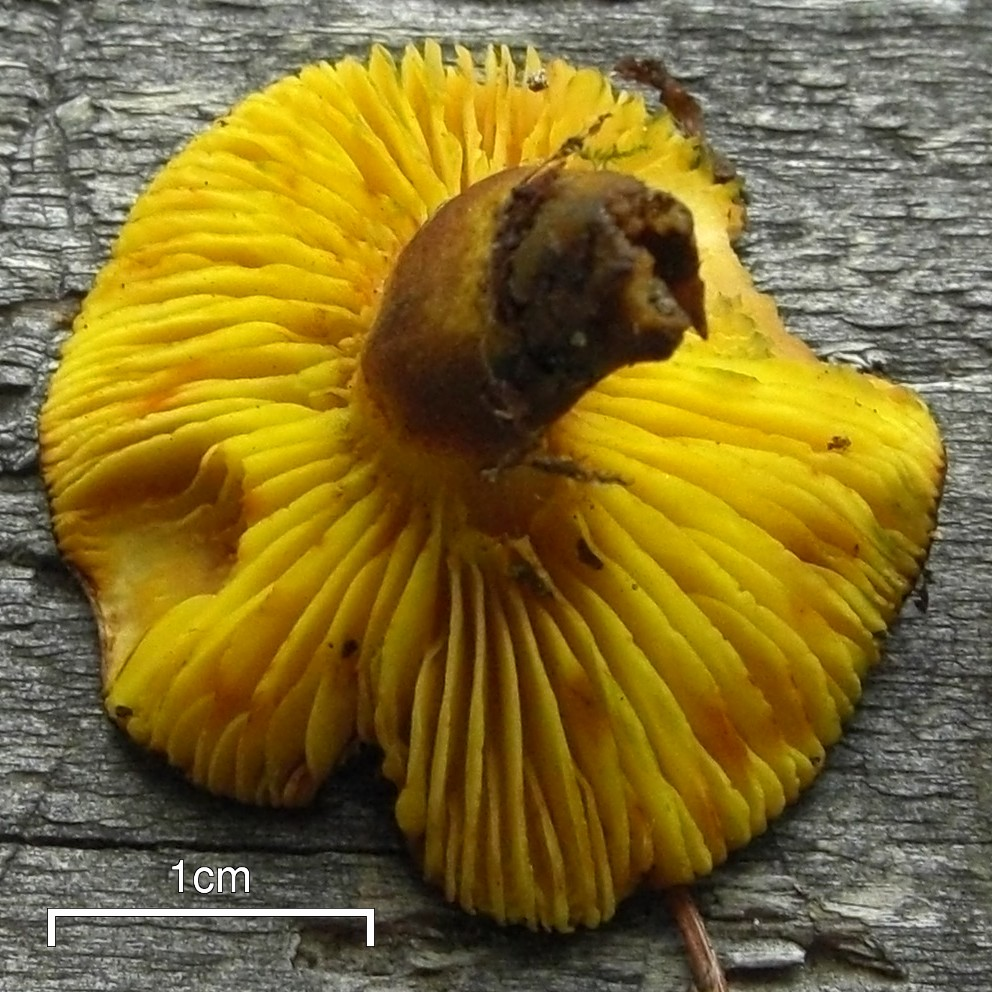
Ph. rhodoxanthus, lamele
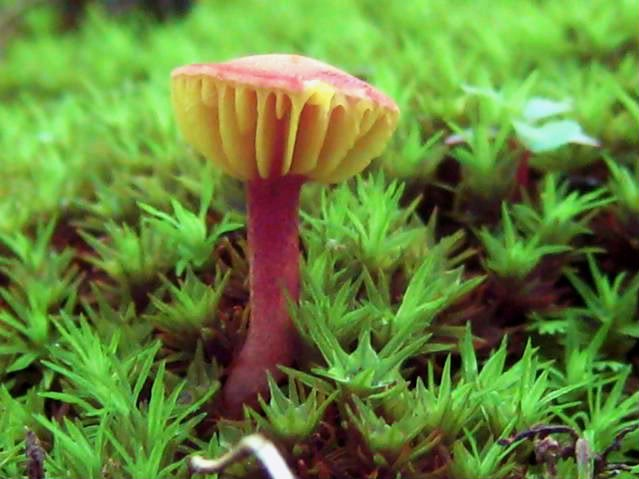
Ph. rhodoxanthus tânăr
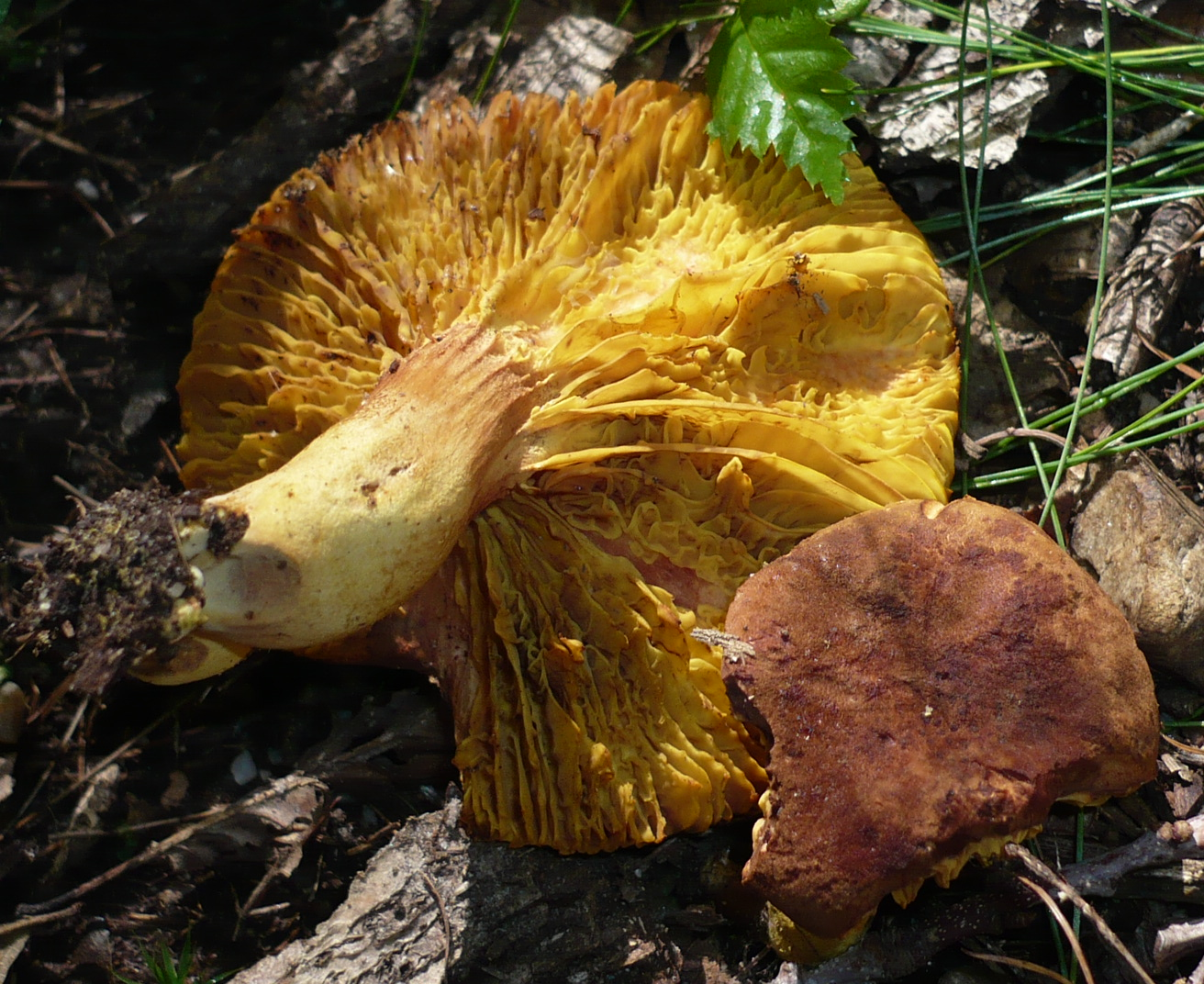
Ph. pelletieri bătrân
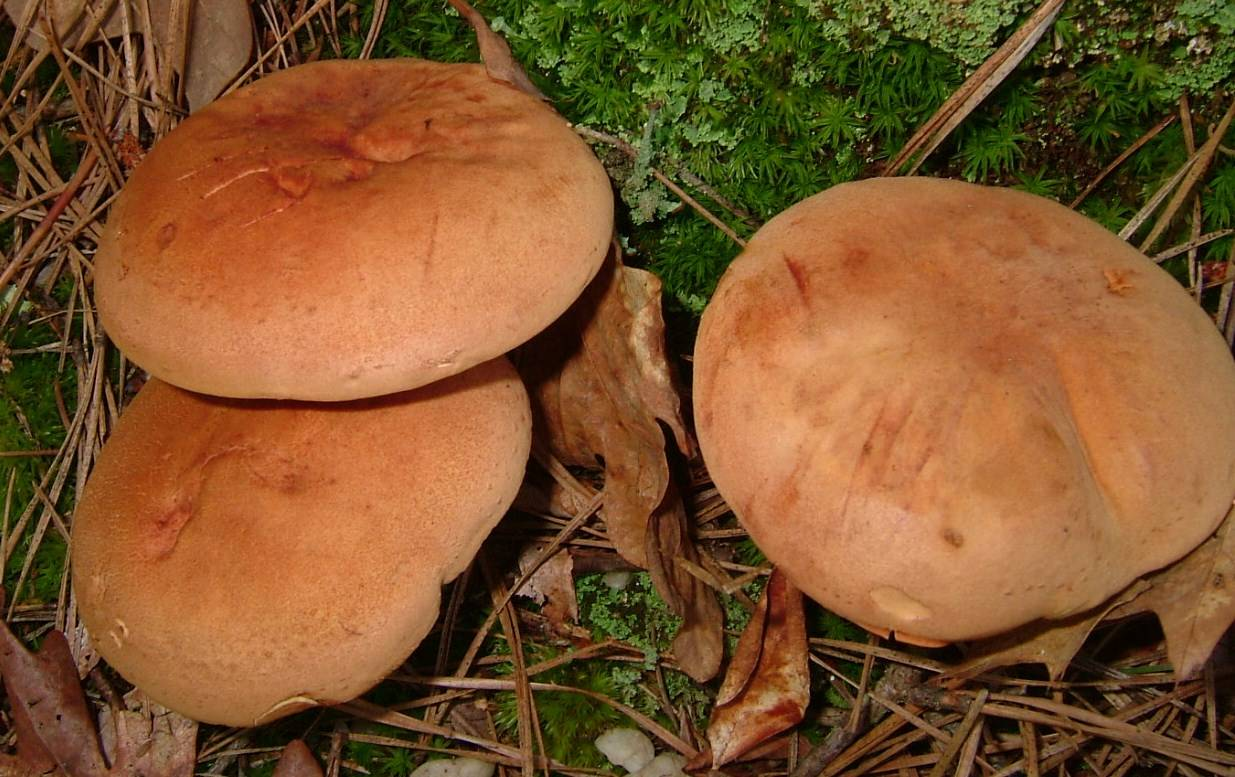
Ph. pelletieri, văzut de sus
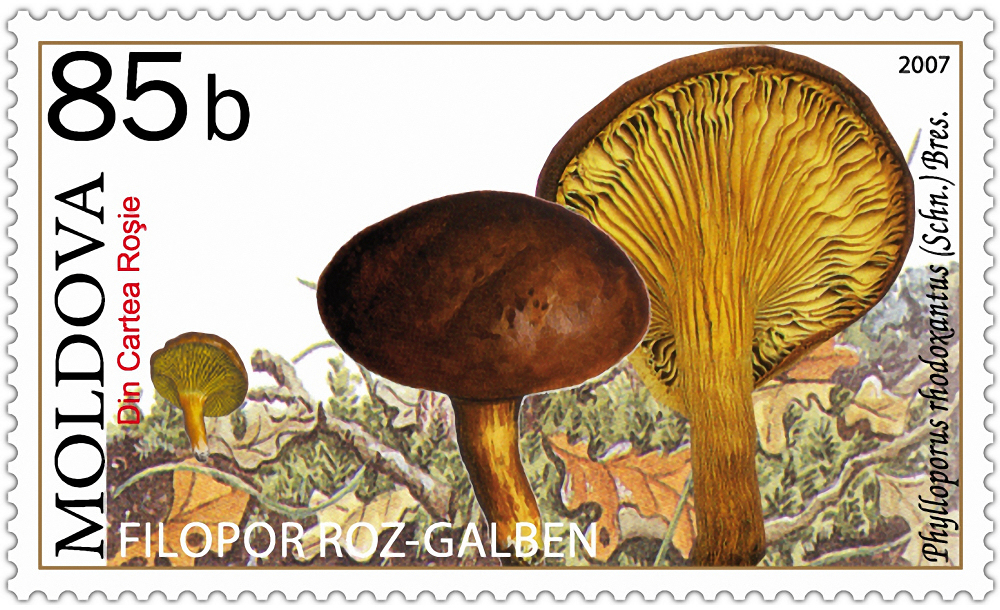
Timbru din R. Moldova

## Confuzii
Datorită lamelor specifice, hribul cu lame se poate confunda în mod normal doar cu suratele sale, de asemenea comestibile, ca de exemplu cu: Phylloporus arenicola, Phylloporus aurantiacus, Phylloporus leucomycelinus sau Phylloporus phaeoxanthus.
Începători ar putea să confundă specia, la examinare superficială, cu câteva soiuri de ciuperci din familia Boletaceae, de exemplu cu gustoasele Boletus subtomentosus, Xerocomellus chrysenteron sau Xerocomellus rubellus, dar și cu letalul Paxillus involutus din familia Paxillaceae.

## Specii asemănătoare

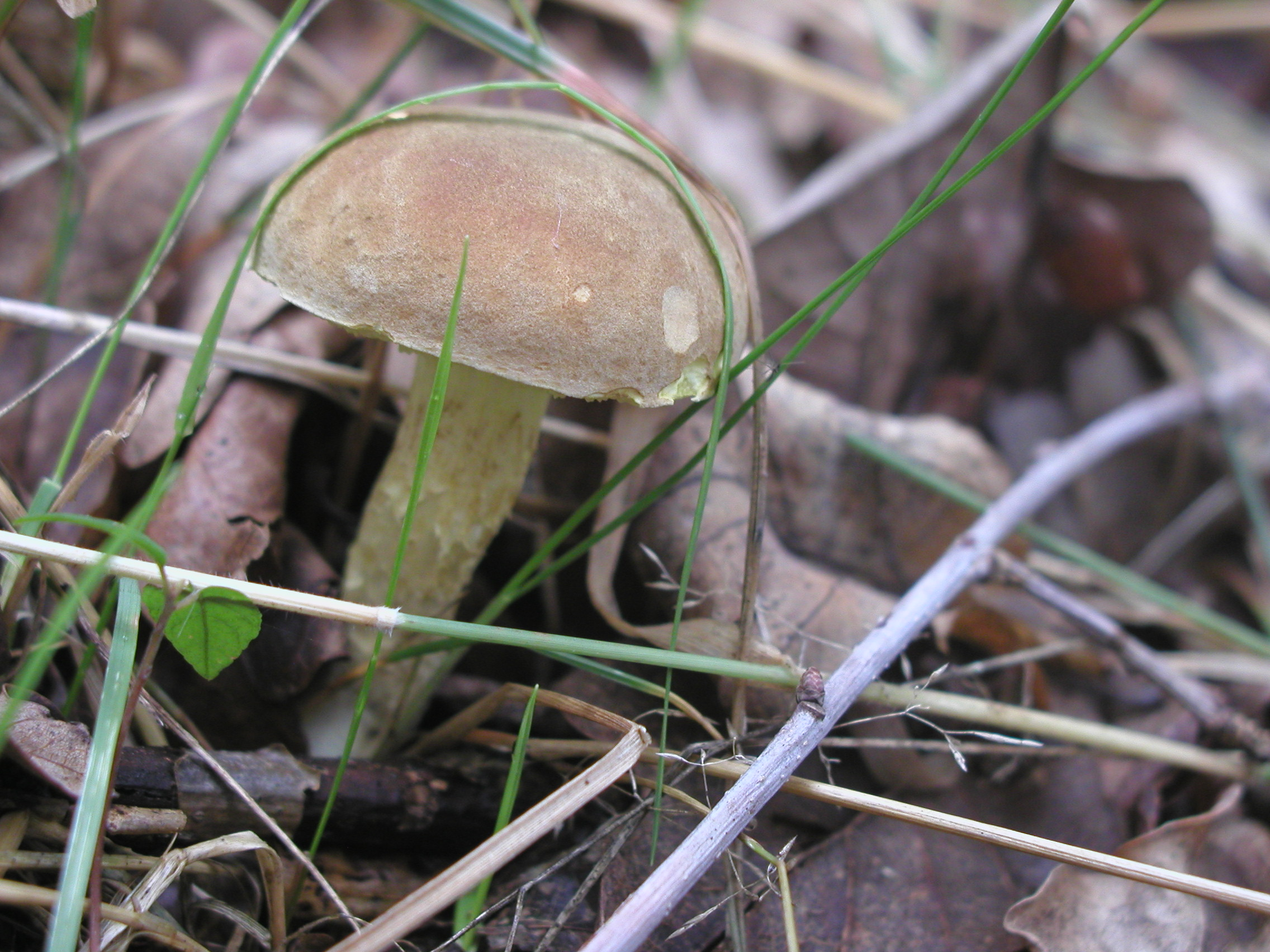
Boletus subtomentosus
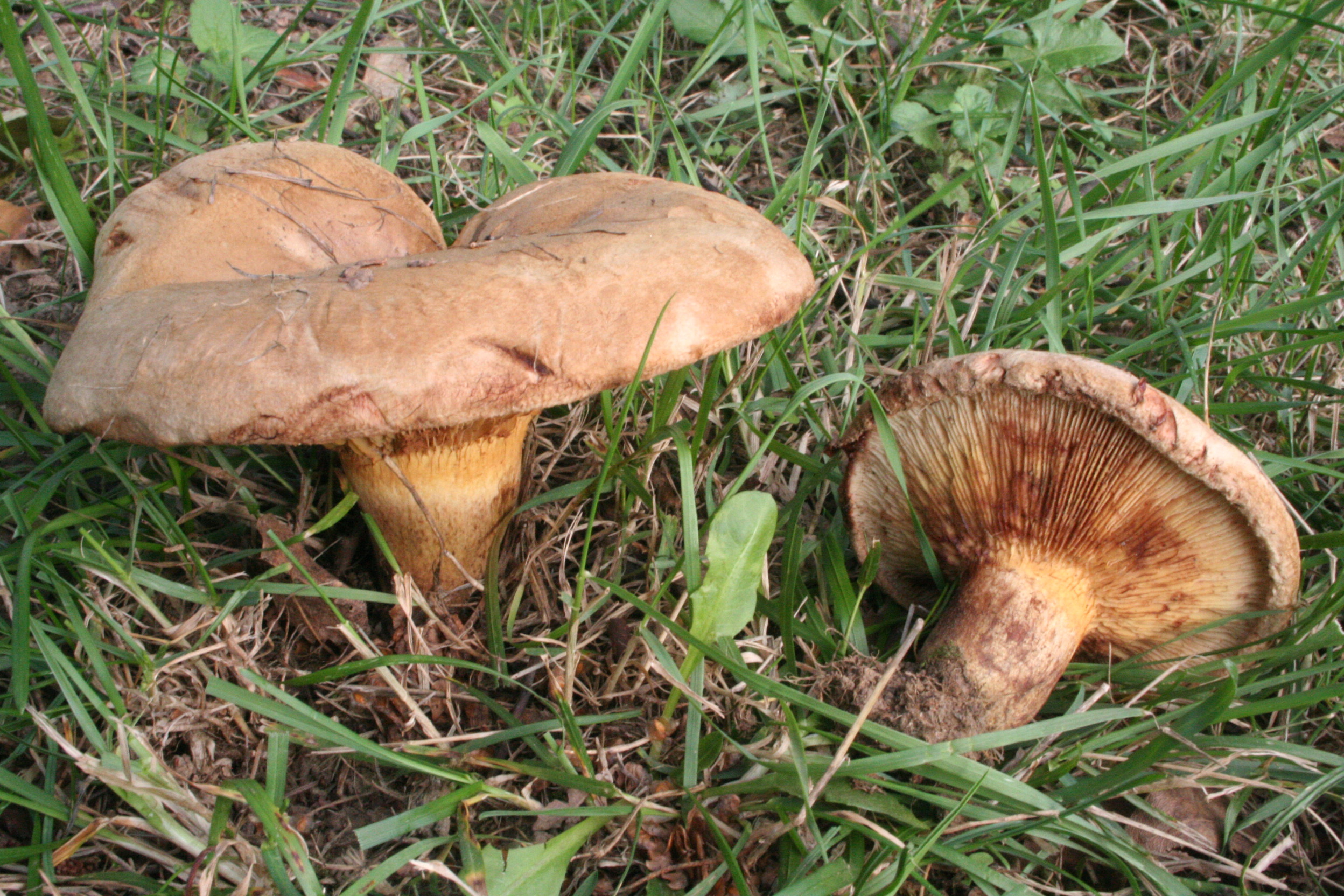
!!! Paxillus involutus !!!
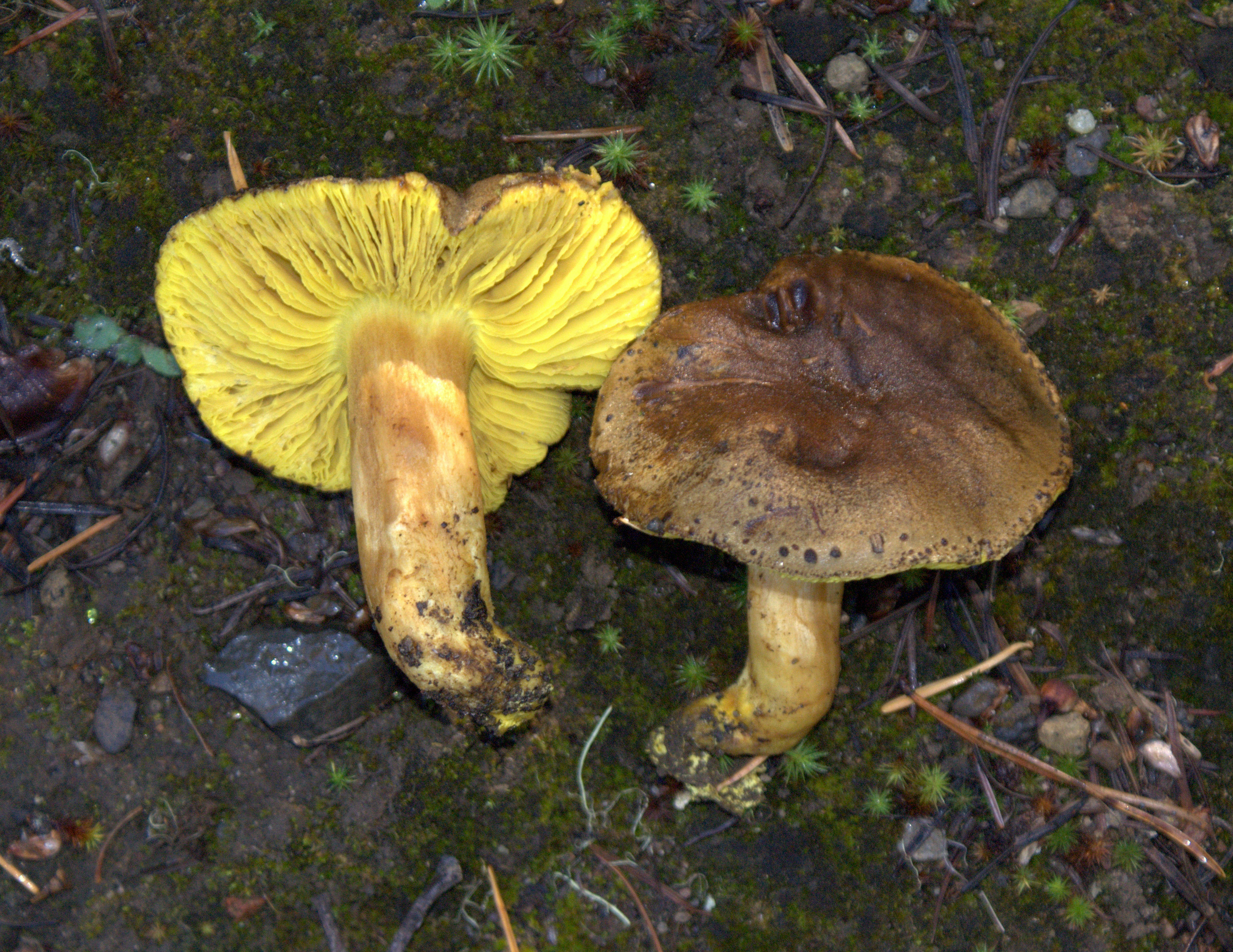
Phylloporus arenicola
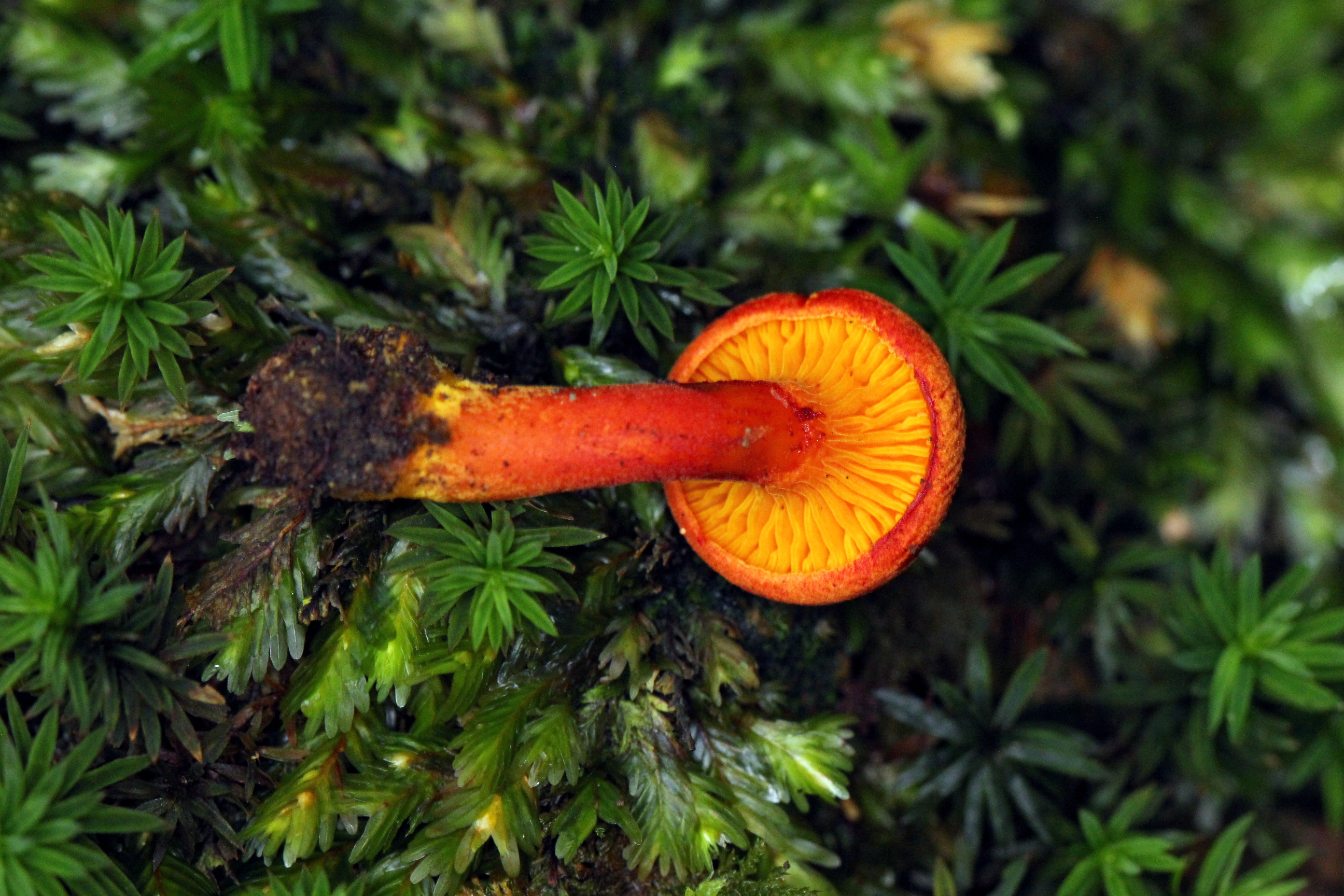
Phylloporus aurantiacus
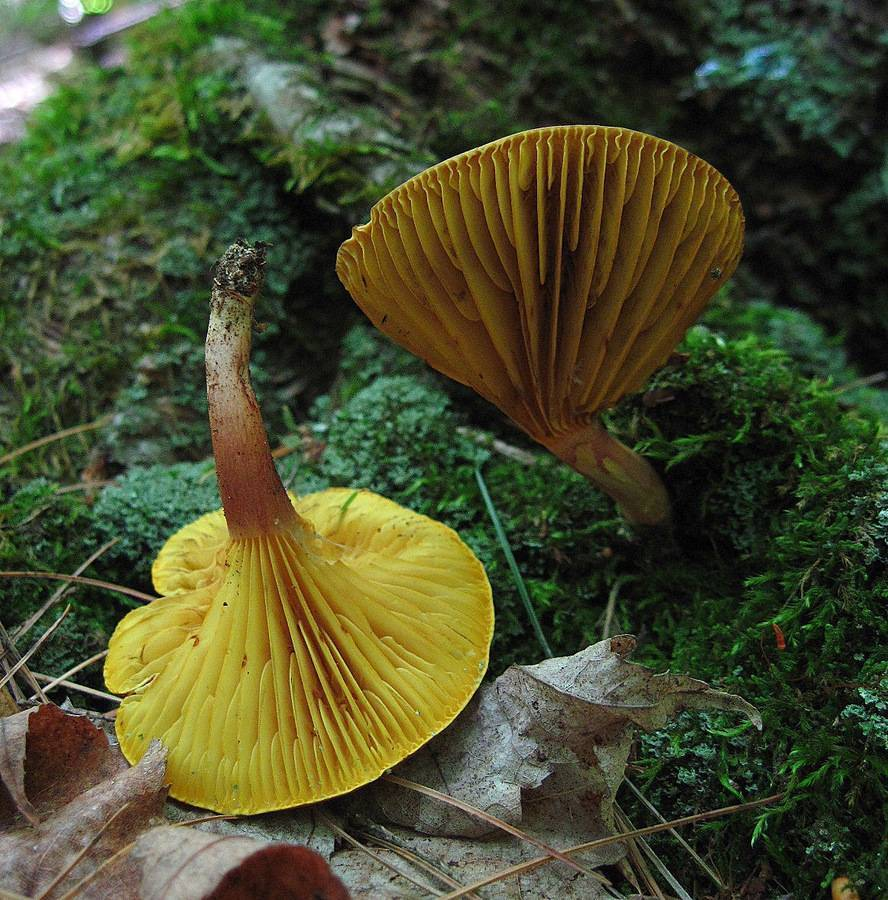
Phylloporus leucomycelinus
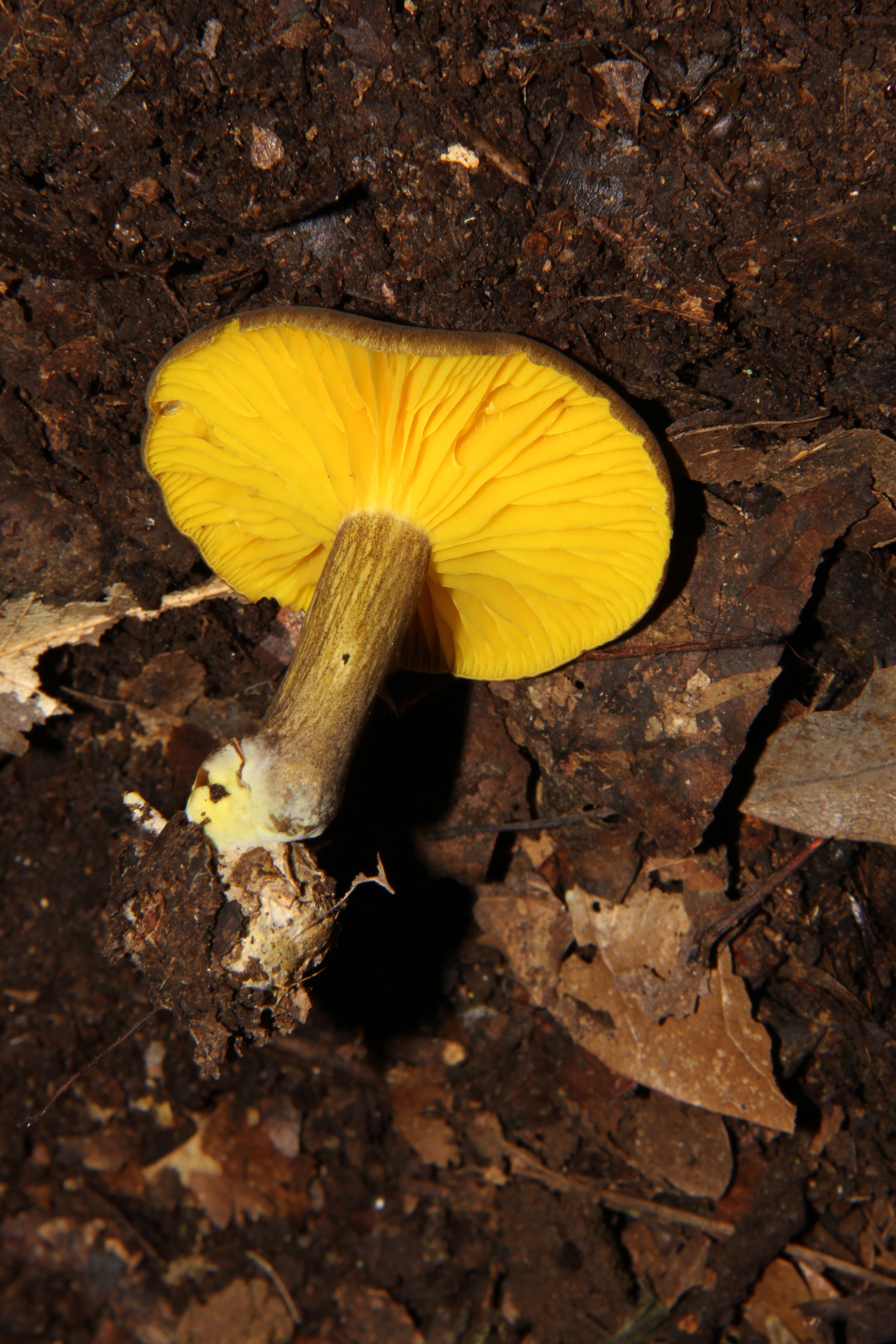
Phylloporus phaeoxanthus
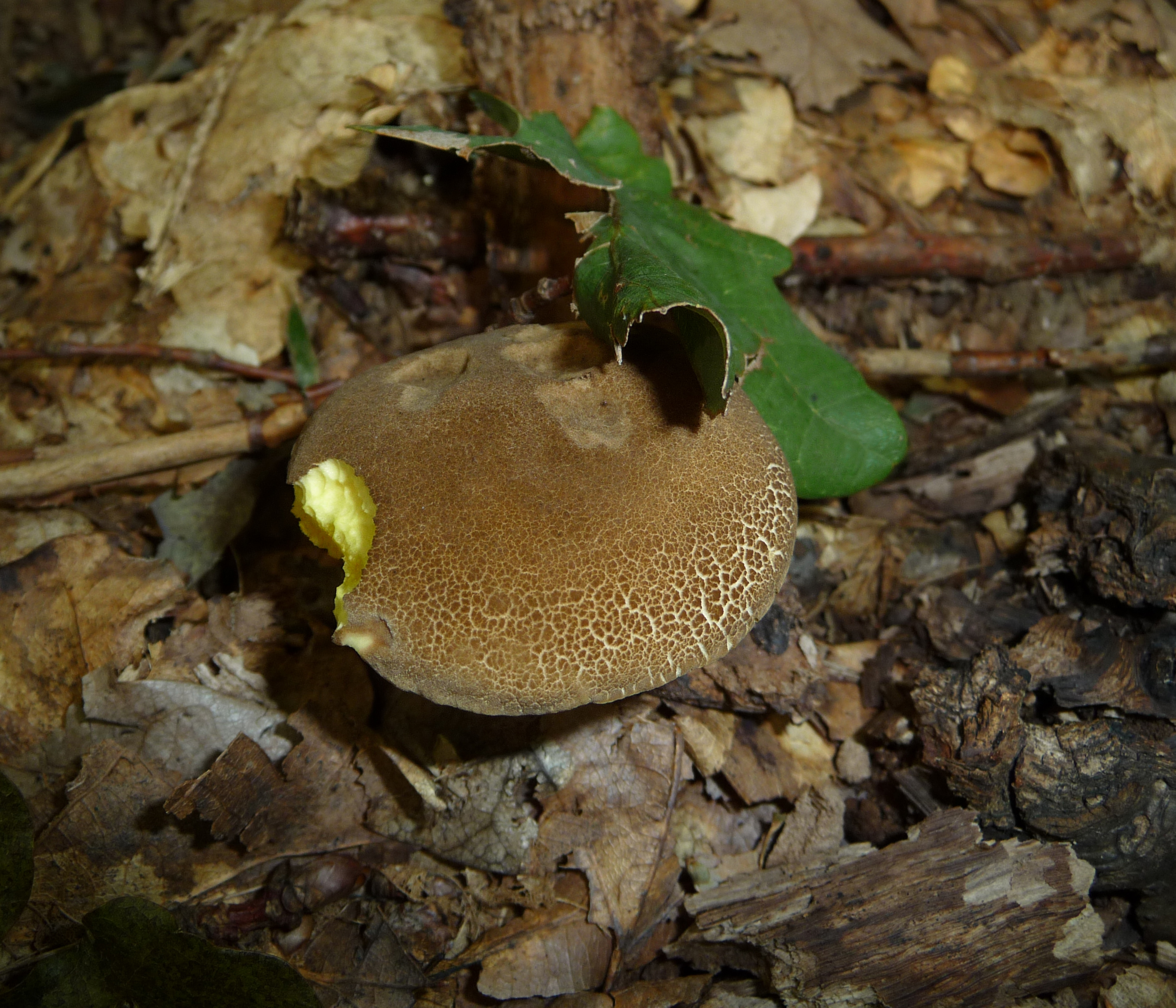
Xerocomus chrysenteron
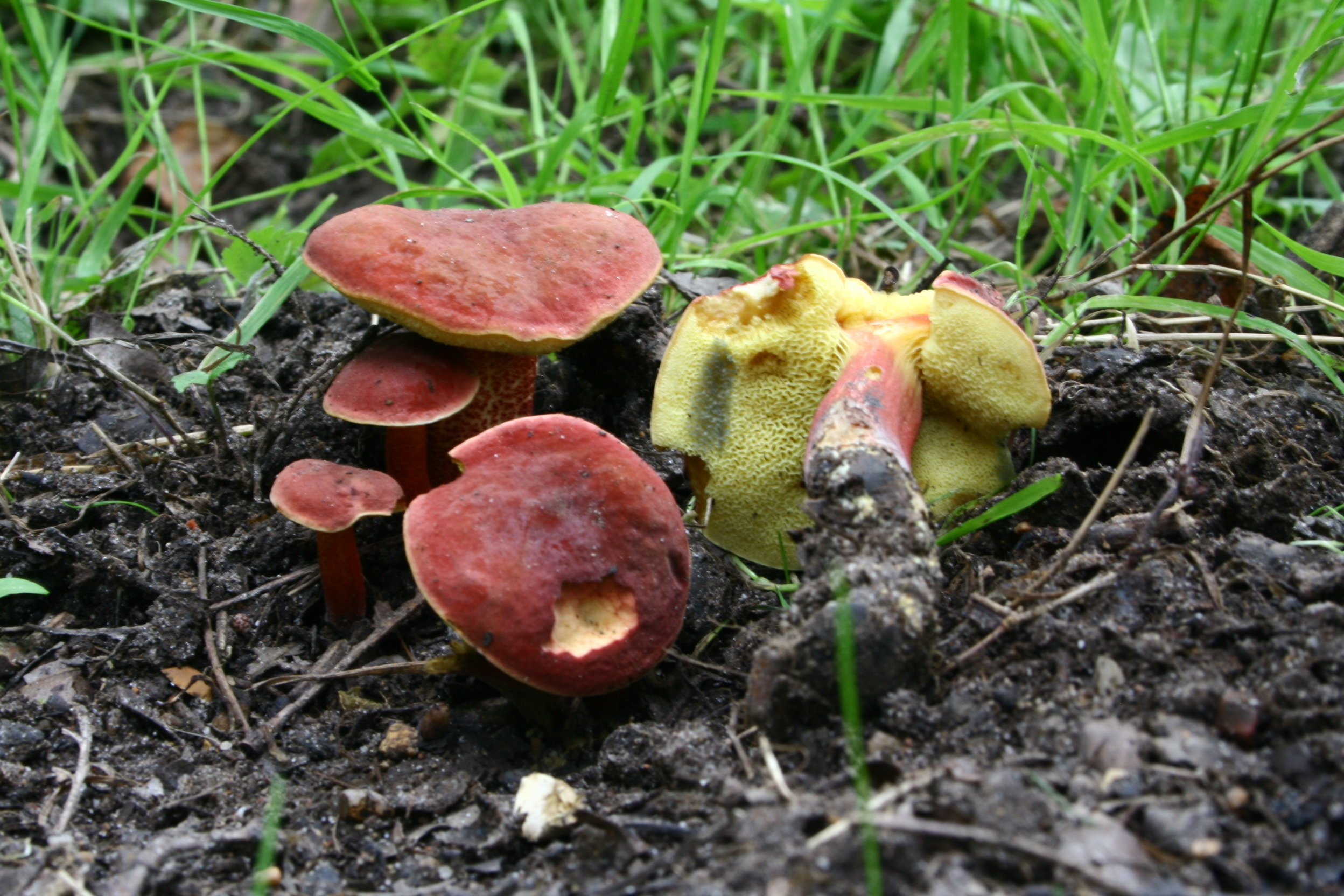
Xerocomellus rubellus

## Valorificare
Bureții proaspeți pot fi pregătiți asemănător hribilor ca ciulama, de asemenea împreună cu alte ciuperci de pădure sau adăugați la un sos de carne de vită sau vânat. Mai departe, ei pot fi tăiați felii și congelați. De asemenea este posibilă, după tăierea în felii, uscarea lor sau conservarea preferat în ulei.
Această specie este listată în Cartea Roșie a Republicii Moldova.